# نادي الفاو (العراق)
نادي الفاو الرياضي هو فريق كرة قدم عراقي مقره في الفاو، البصرة، يلعب في الدوري العراقي الدرجة الثالثة.

## روابط خارجية
- أندية العراق - تواريخ التأسيس
- اتحاد أندية البصرة